# Spergularia heldreichii
Spergularia heldreichii là loài thực vật có hoa thuộc họ Cẩm chướng. Loài này được Foucaud ex E.Simon & P.Monnier miêu tả khoa học đầu tiên năm 1958.